# Flinders Street Station

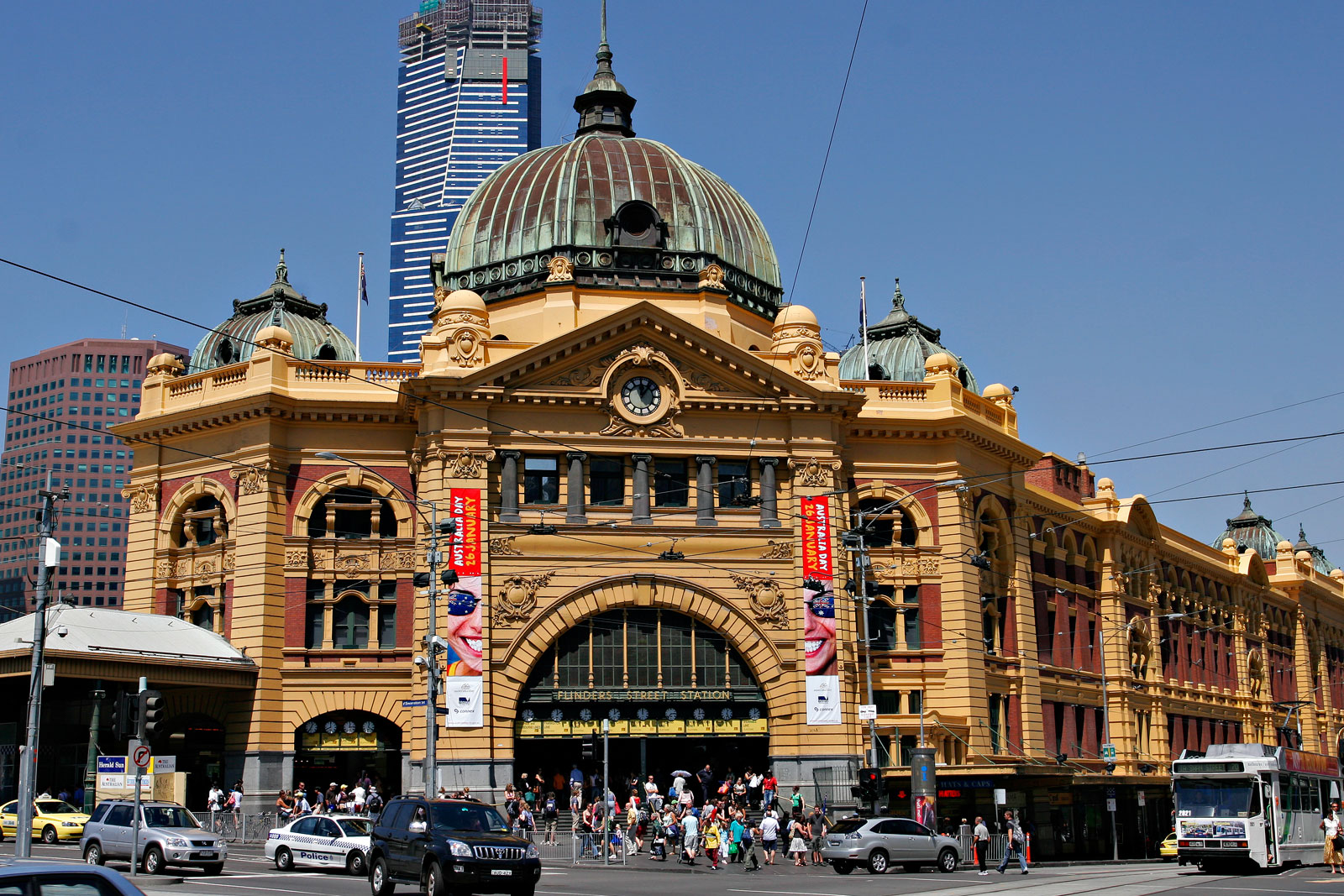
Flinders Street Station.

Flinders Street Station is een spoorwegstation in Melbourne, Australië. Het is een belangrijk knooppunt in Melbourne en het bevindt zich op de hoek van Flinders Street en Swanston Street (bij St Kilda Road). Het station zelf strekt zich uit langs Flinders Street en de Yarra, tot aan Queen Street. Tegenover het station bevindt zich Federation Square. Flinders Street Station staat op het Victorian Heritage Register.
Flinders Street Station heeft veertien perrons en elke werkdag reizen ongeveer 110.000 mensen via Flinders Street Station. Het Melbournse idioom "I'll meet you under the clocks" verwijst naar de klokken die boven de ingang van Flinders Street Station hangen. Deze geven de vertrektijd aan van de eerstvolgende trein van elke lijn. Ook is het station een belangrijk knooppunt voor de tram van Melbourne. Bij het station en in de nabijheid van het station rijden 16 tramlijnen.

## Geschiedenis

Kruispunt van Swanston Street en Flinders Street in 1927.

In 1899 werd een architectuurwedstrijd gehouden voor een nieuw stationsgebouw op deze locatie. Het vorige stationsgebouw was gebouwd in 1854. Het winnende ontwerp werd gekozen uit zeventien inzendingen en het was afkomstig van James Fawcett en H. P. C. Ashworth. Op 22 mei 1900 werd het winnende ontwerp bekendgemaakt en in datzelfde jaar begon de bouw van Flinders Street Station door P. Rodger. Op 15 augustus 1908 werd het werk overgenomen door de Victorian Railways. De bouw werd voltooid in 1910.

## Foto's

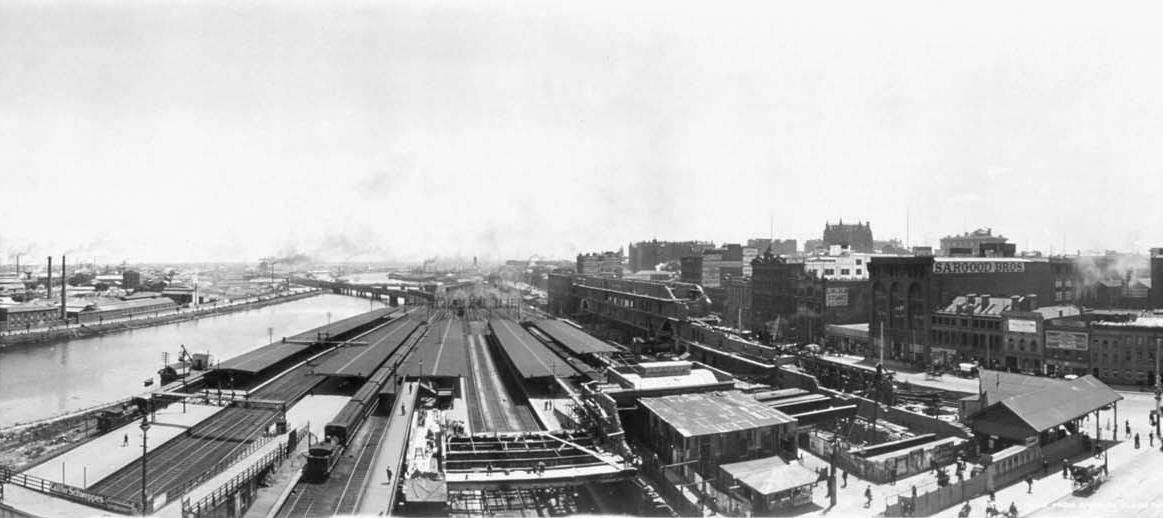
Flinders Street Station in aanbouw in 1908.
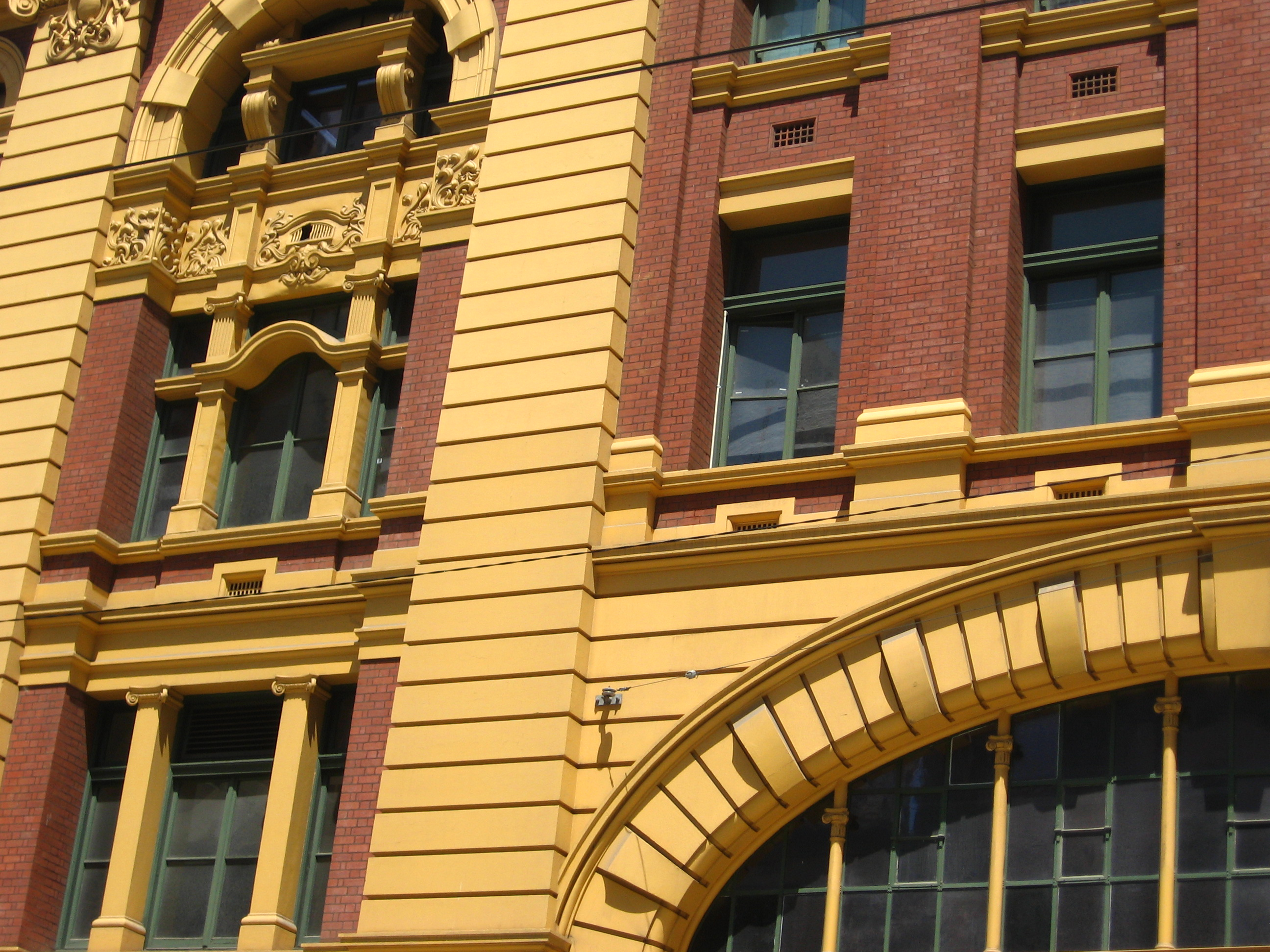
Closeup van de façade van Flinders Street Station.
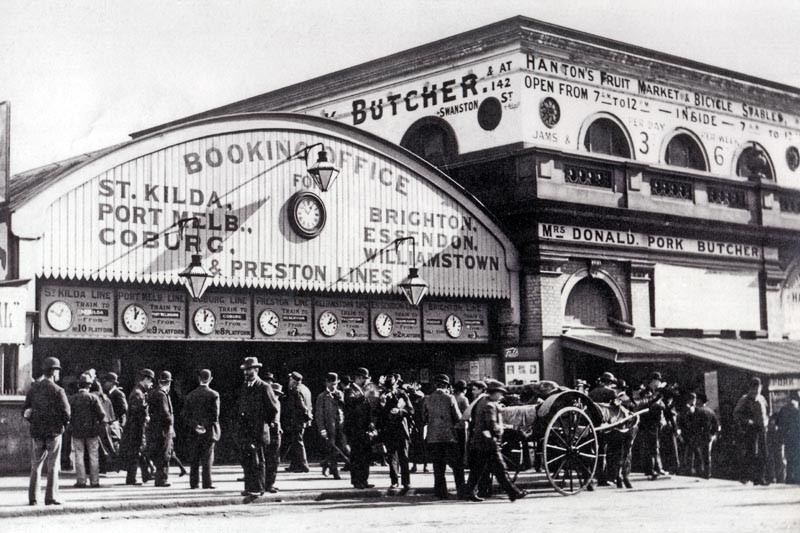
Het vorige station op de locatie van Flinders Street Station.
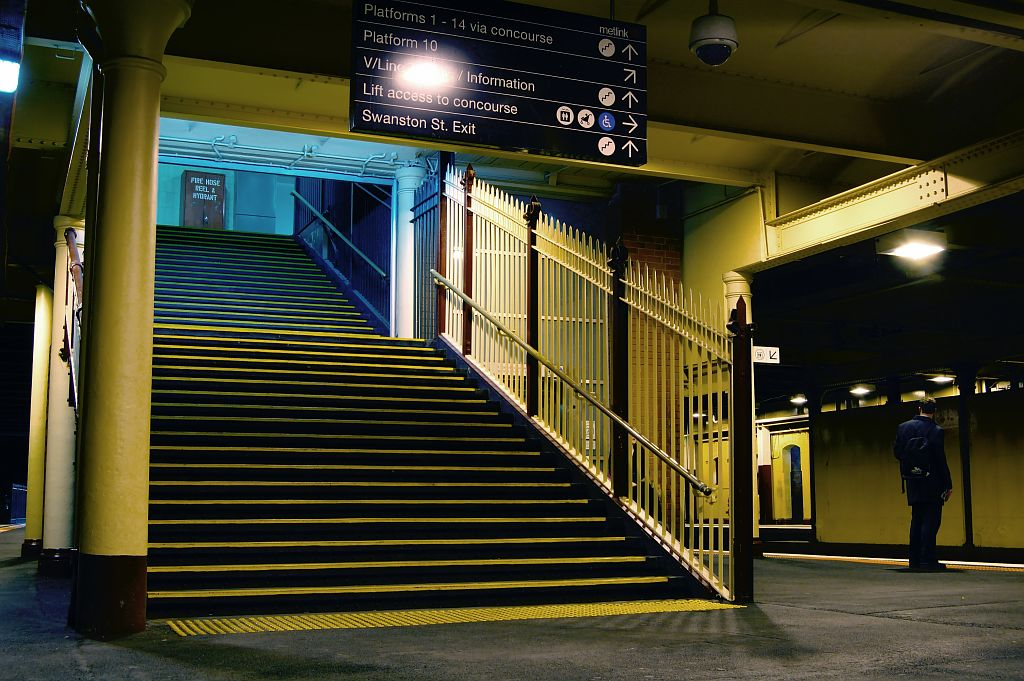
Trappen bij perron 12 en 13.
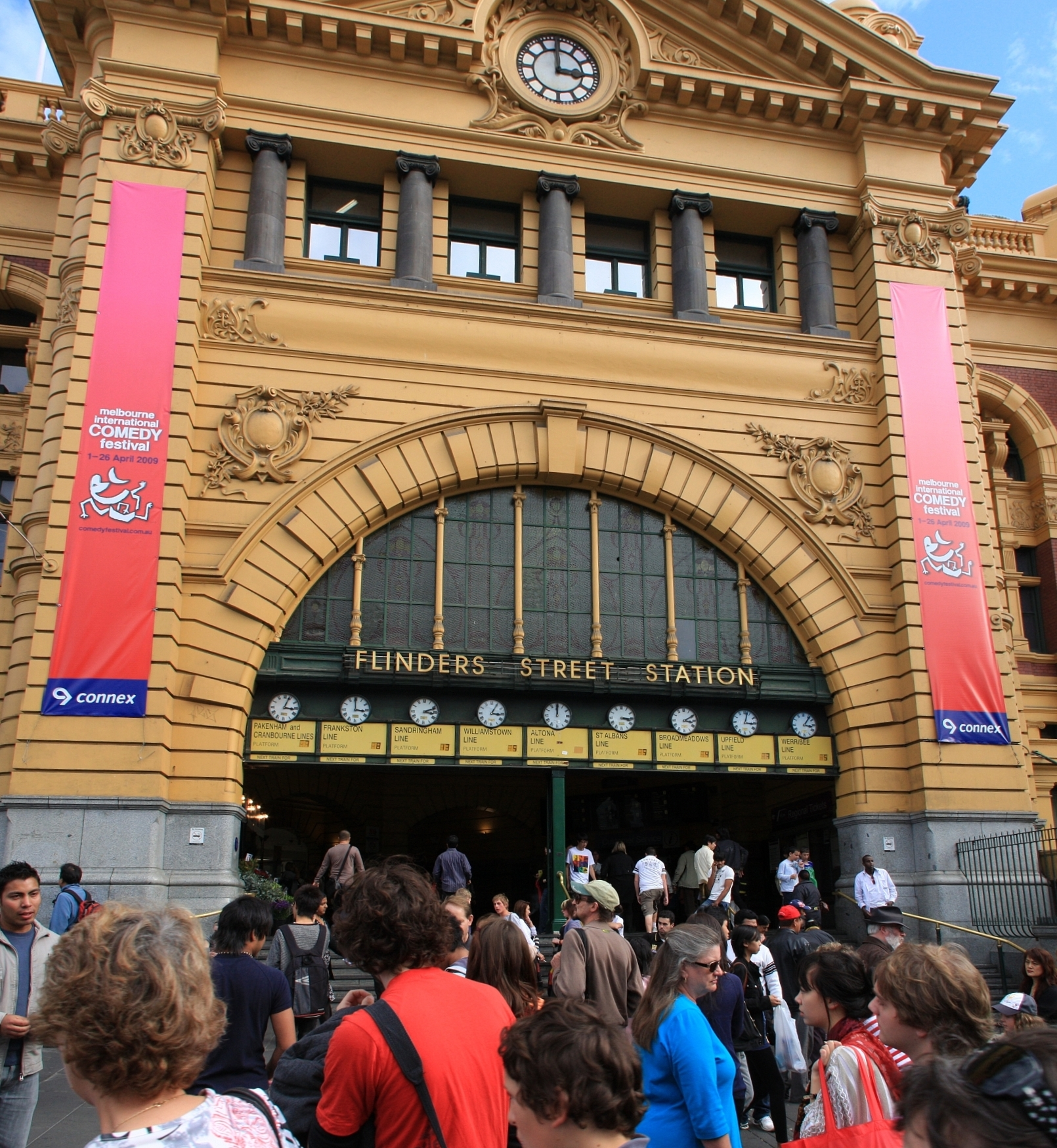
De ingang van Flinders Street Station met de bekende klokken.
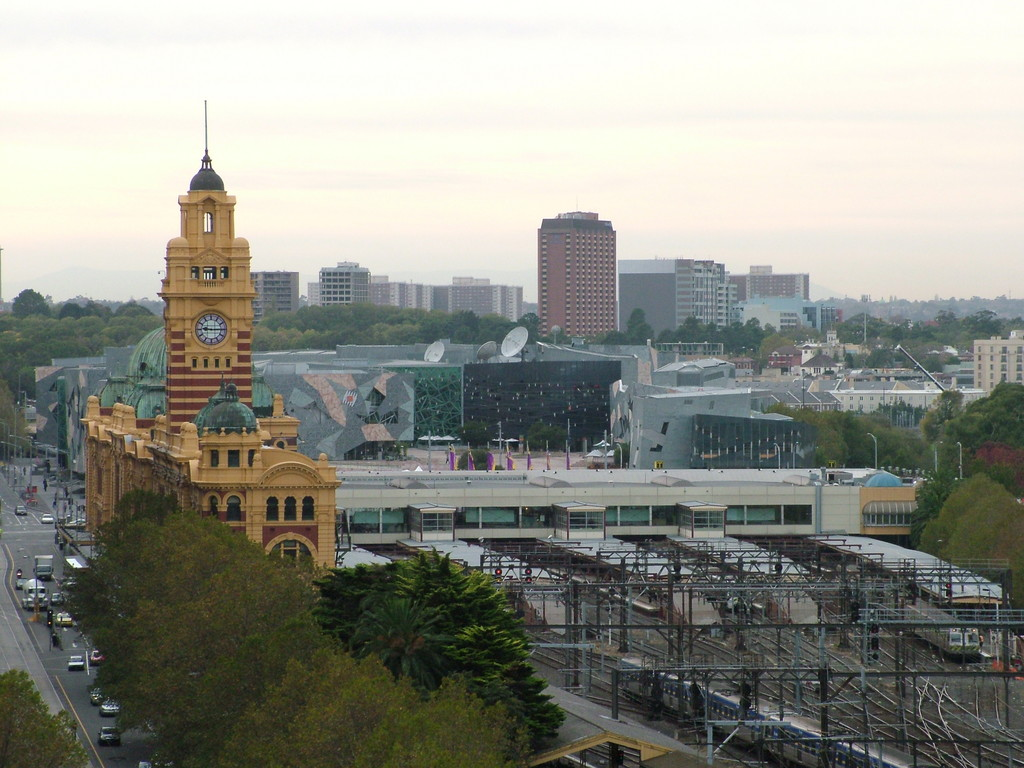
Flinders Street Station.
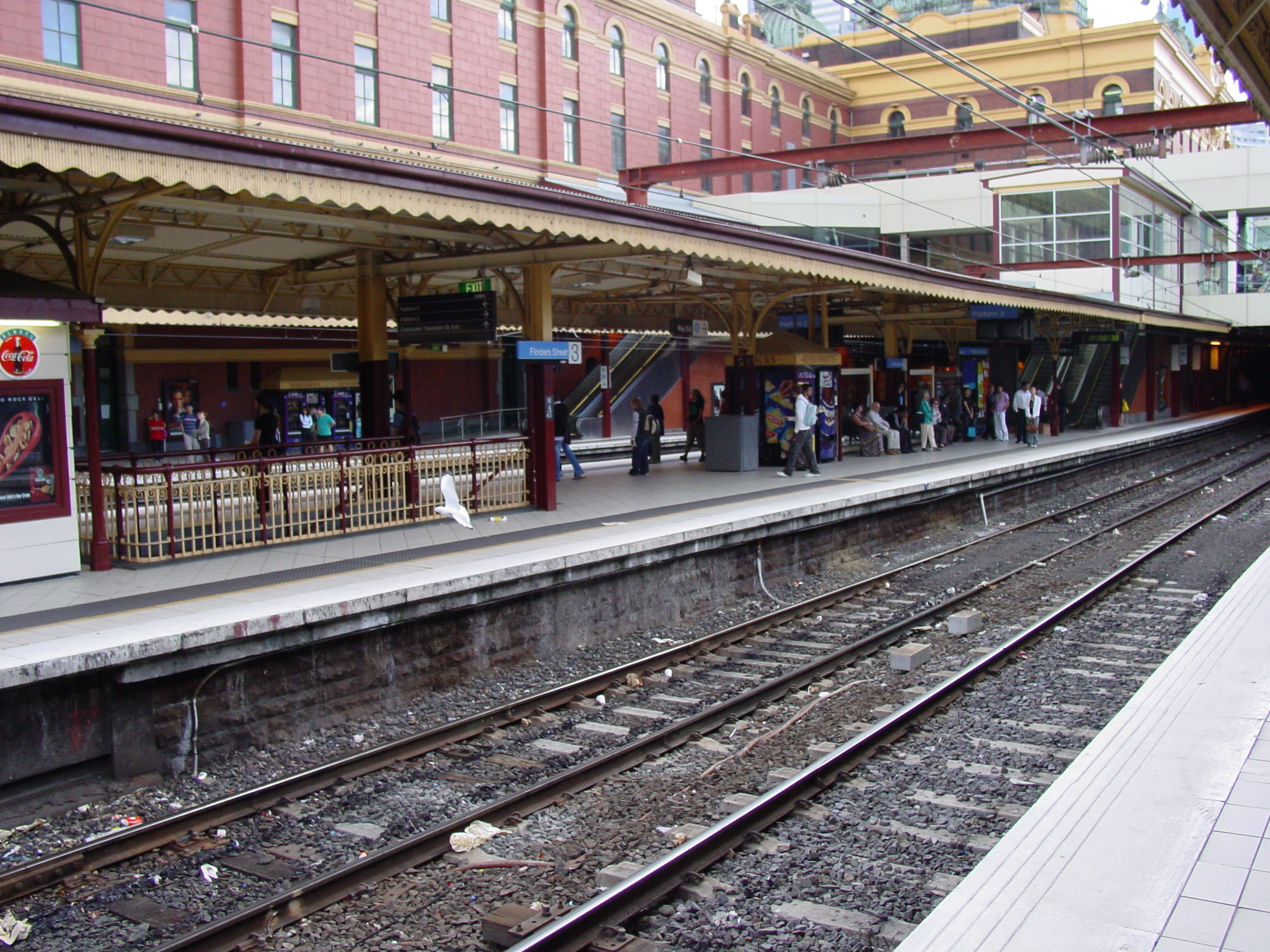
Perrons van Flinders Street Station.
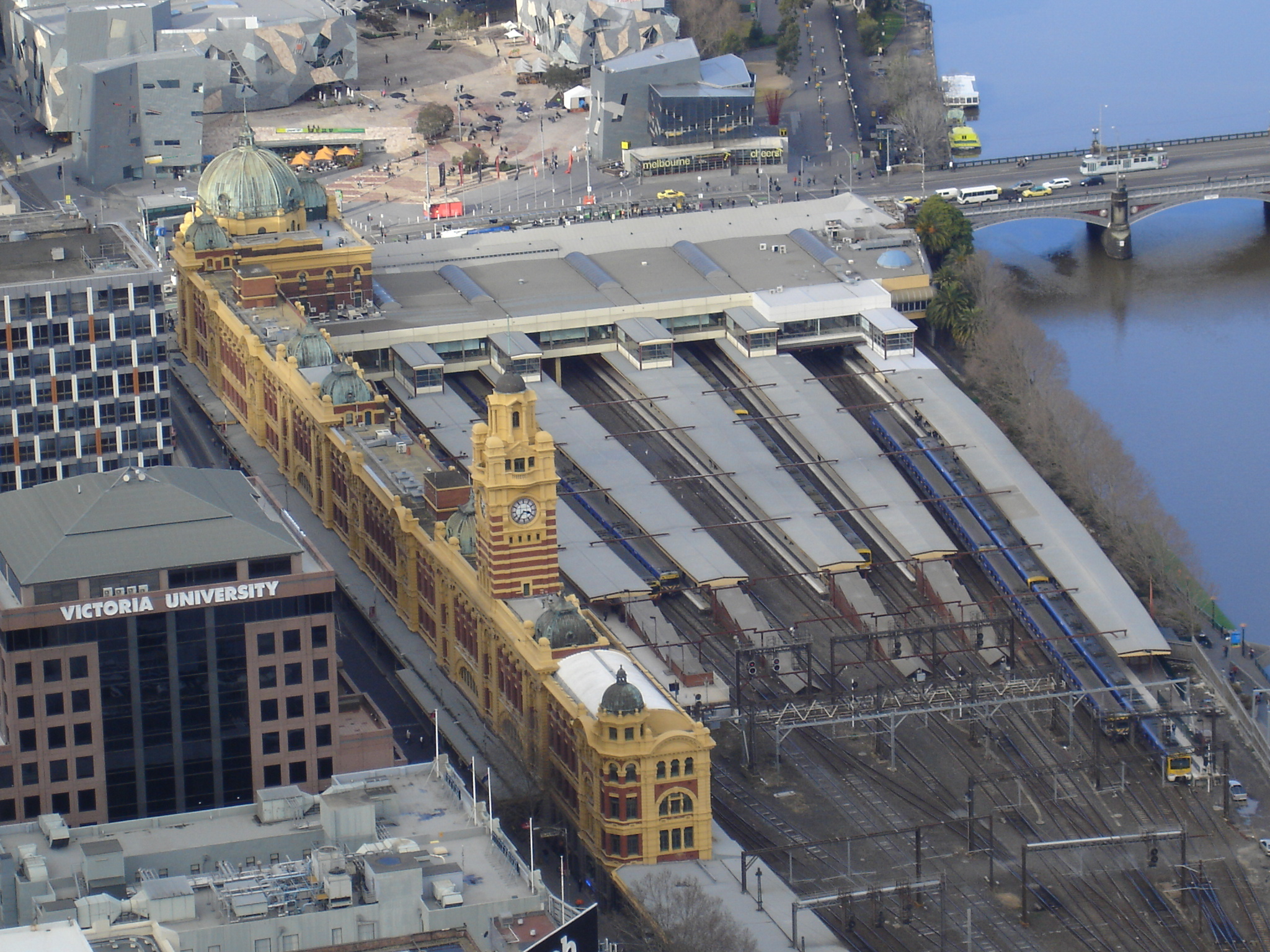
Flinders Street Station met treininfrastructuur.

## Trivia
- Perron 1 is 708 meter lang en staat hiermee op de vierde plaats van langste perrons ter wereld.[2]